# L'Intruse (film, 1935)
Pour les articles homonymes, voir L'Intruse.
Pour plus de détails, voir Fiche technique et Distribution.
L'Intruse (Dangerous) est un film américain réalisé par Alfred E. Green, sorti en 1935.

## Synopsis
Don Bellows rencontre son idole Joyce Heath, une ancienne actrice de théâtre, dans un bar. Comme elle est ivre-morte et qu'elle n'a aucun papier sur elle, il la raccompagne chez lui. Malgré les reproches de Mrs Williams, la gouvernante, elle s'installe chez lui et avoue porter malheur à tous ceux qui l'approchent.

## Fiche technique
- Titre : L'Intruse
- Titre original : Dangerous
- Réalisation : Alfred E. Green
- Scénario : Laird Doyle d'après sa propre histoire originale
- Production : Harry Joe Brown pour la Warner Bros
- Photographie : Ernest Haller
- Montage : Thomas Richards
- Musique : Leo F. Forbstein et Bernhard Kaun
- Décors : Hugh Reticker
- Costumes : Orry-Kelly
- Pays d'origine : États-Unis
- Langue : anglais
- Format : Noir et blanc
- Genre : Drame
- Durée : 79 minutes
- Date de sortie : 25 décembre 1935 (USA)

## Distribution
- Bette Davis : Joyce Heath
- Franchot Tone : Donald Don Bellows
- Margaret Lindsay : Gail Armitage
- Alison Skipworth : Mme Williams
- John Eldredge : Gordon Heath
- Dick Foran : Teddy
- Walter Walker : Roger Farnsworth
- William Davidson : Reed Walsh
- Richard Carle : Pitt Hanley
- George Irving : Charles Melton
- Pierre Watkin : George Sheffield
- Douglas Wood : Elmont

Acteurs non crédités :
- George Beranger : premier serveur
- Mary Treen : l'infirmière Huree

## Récompenses

### Oscars
- Meilleure actrice : Bette Davis